# 蕲州
蕲州，中国南北朝时设置的州。
南朝陈置，治所在齐昌县（隋朝改蕲春县，今湖北省蕲春县西南蕲州镇西北，南宋移今蕲州镇）。唐朝时的辖境约今湖北省长江以北、巴河以东地区。元朝时，改置为蕲州路。明朝初年改蕲州府，洪武九年（1376年）复降为蕲州。辖境约当今湖北省长江以北、蕲春县以东地区。清朝时，不辖县。1912年废，改为蕲春县。
| 隋代行政区划变遷 | 隋代行政区划变遷 | 隋代行政区划变遷 | 隋代行政区划变遷 | 隋代行政区划变遷 | 隋代行政区划变遷 | 隋代行政区划变遷                   |
| 区划             | 開皇元年         | 開皇元年         | 開皇元年         | 開皇元年         | 区划             | 大業3年                            |
| ---------------- | ---------------- | ---------------- | ---------------- | ---------------- | ---------------- | ---------------------------------- |
| 州               | 蘄州             | 蘄州             | 晋州             | 義州             | 郡               | 蘄春郡                             |
| 郡               | 齐昌郡           | 永安郡           | 新蔡郡           | 義城郡           | 县               | 蘄春县 蘄水县 浠水县 黄梅县 羅田县 |
| 县               | 齐昌县 蘄水县    | 浠水县           | 永興县           | 羅田县           | 县               | 蘄春县 蘄水县 浠水县 黄梅县 羅田县 |

| 唐朝蕲州辖县 | 唐朝蕲州辖县                                                                     |
| ------------ | -------------------------------------------------------------------------------- |
| 618年        | 蕲春县、蕲水县、浠水县、黄梅县、罗田县                                           |
| 621年        | 蕲春县、浠水县（改为兰溪县）（废除蕲水县、罗田县，新设永宁县，黄梅县改属南晋州） |
| 625年        | 蕲春县、兰溪县、永宁县（黄梅县来属）                                             |
| 742年        | 蕲春县、兰溪县（改为蕲水县）、永宁县（改为广济县）、黄梅县                       |

## 刺史
| 唐朝蕲州刺史 - 李玄道（贞观初年） - 李世勣（637年，未任） - 柳怀素（贞观年间） - 崔义玄（贞观年间） - 盖彦举（贞观年间） - 封言道（656年—663年） - 祖孝基（唐高宗时） - 郑钦言（唐高宗时） - 萧锴（唐高宗、武后年间） - 房先忠（唐高宗末年） - 杨元琰（天授年间） - 杨志本（武周时） - 李象（武周时） - 员半千（景龙年间） - 冉祖雍（景龙末年） - 卫元经（唐睿宗时） - 徐坚（开元初年） - 杜元志（722年） - 王晙（723年） - 萧瑾（732年） - 吴嘉宾（732年—733年） - 李先（733年） - 吴兢（738年） - 邓武迁（741年） - 蕲春郡太守 | - 杜敏（乾元年间） - 蔡真清（唐肃宗时） - 王某（768年） - 李若水（唐代宗时） - 李良（783年之前） - 伊慎（783年—784年） - 李实（贞元初年） - 吕元膺（贞元年间） - 卢某（796年） - 郑伸（800年—802年） - 李鑑（贞元、元和年间） - 张逊（807年—809年） - 孙杲（809年） - 裴行立（810年—813年） - 周君巢（820年） - 人文（长庆年间） - 狄兼谟（宝历初年） - 李播（838年—840年） - 杜慥（841年） - 萧倣（863年—864年） - 李贶（872年） - 裴渥（877年） - 冯敬章（887年—896年） - 石膳（904年） - 斛斯道仲 |